# Sud-Ouest SO 1221

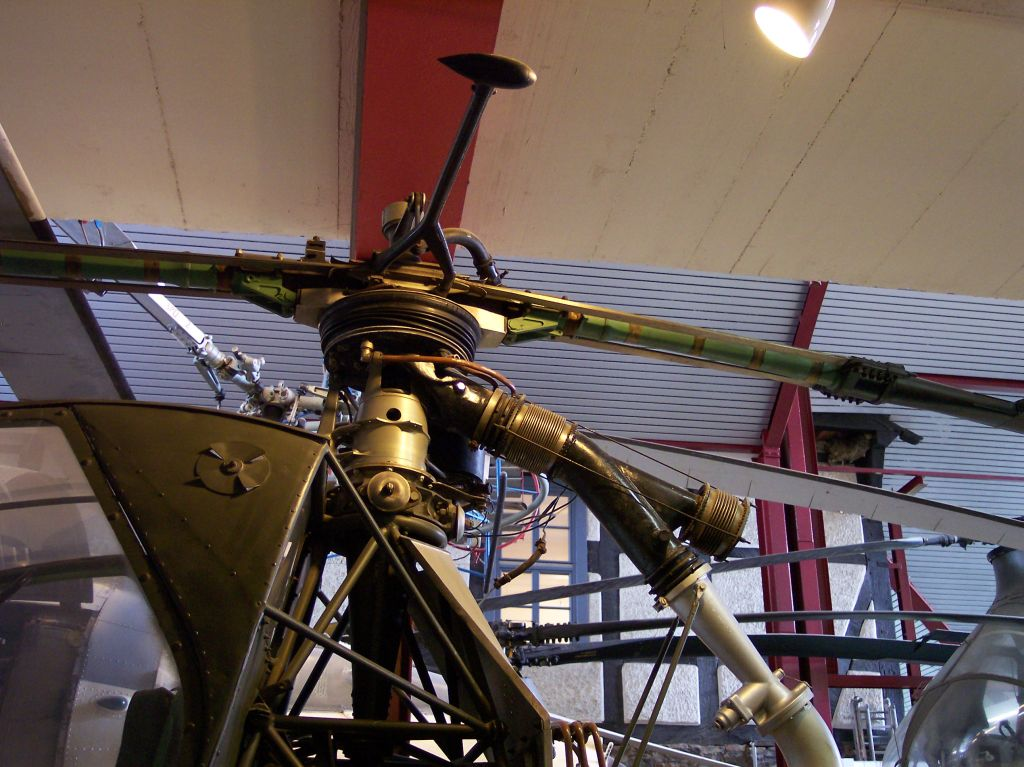
Detail des Rotors, durch den die Antriebsgase strömen

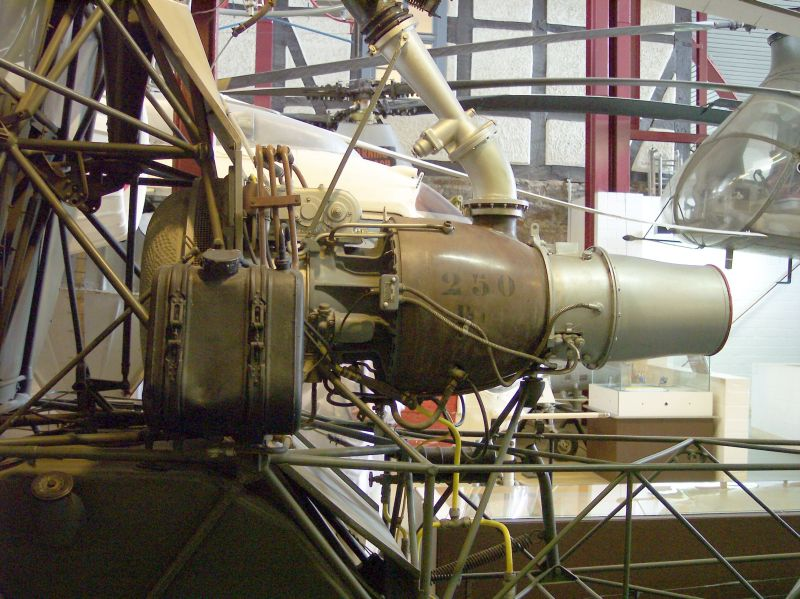
Der Antrieb, eine Turboméca-Palouste-IV-Turbine. Man erkennt deutlich den nach oben ragenden Gasabgriff am Kompressorgehäuse.

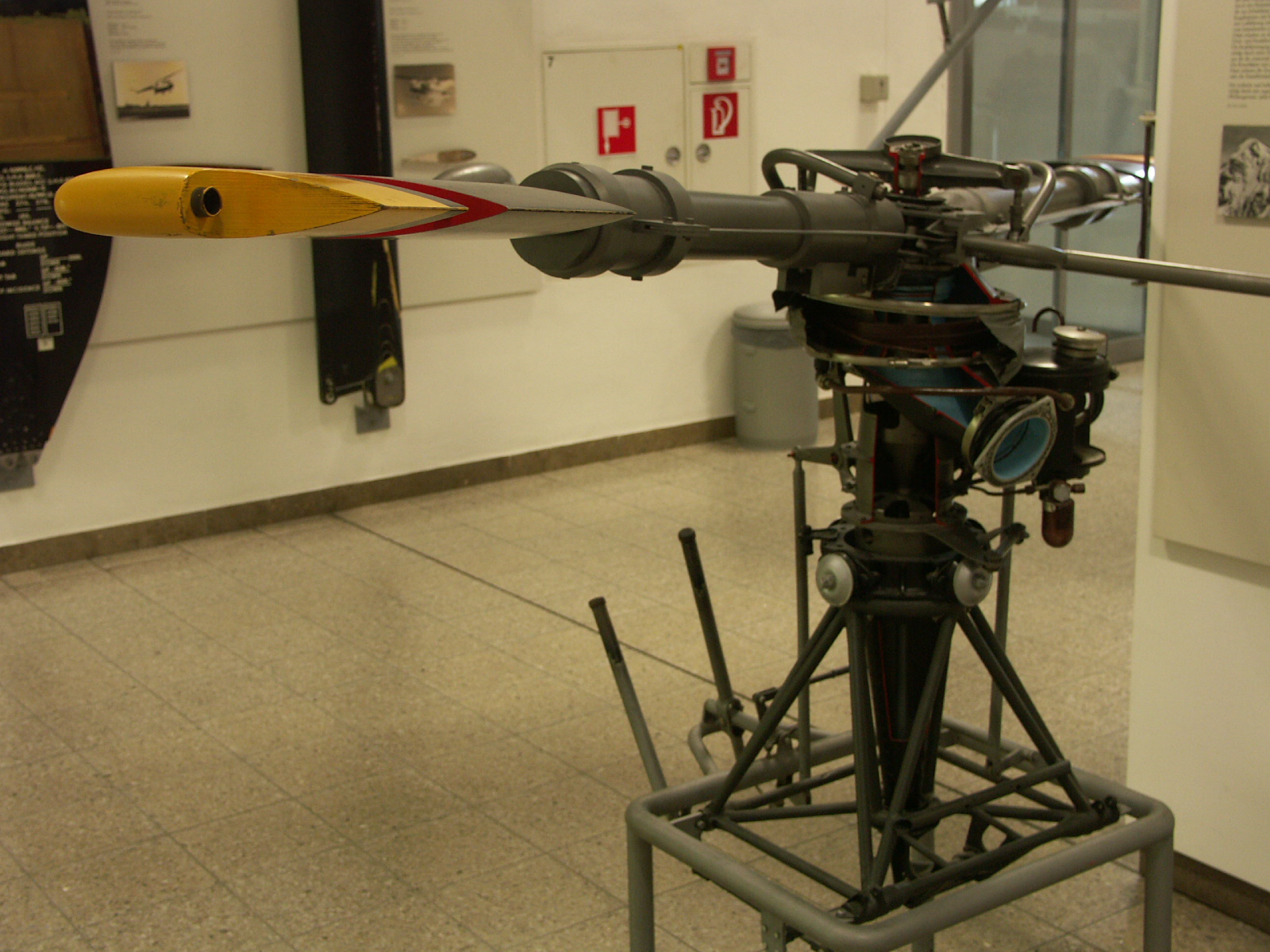
Antriebsprinzip des Djinn im Deutschen Museum (München): Düse in der Blattspitze

Die Sud-Ouest SO 1221 Djinn war ein französischer Hubschrauber. Als Besonderheit verfügte er über einen kalten Blattspitzenantrieb. Es war der einzige in Serie gefertigte Hubschrauber mit dieser Antriebsart. Das Wort Djinn stammt vom arabischen Dschinn ab und bedeutet Dämon oder Geist.

## Geschichte
Die Maschine beruht auf der mit einem heißen Blattspitzenantrieb versehenen Sud-Ouest SO 1100 Ariel. Nach dem Zwischenschritt über die beiden einsitzigen SO 1220, die über einen kalten Blattspitzenantrieb verfügten (F-WGVO und F-WGZX), wurde schließlich die SO 1221 entwickelt. Die aus einem Stahlrohrrahmen bestehende und für zwei Personen in einer Kabine ausgelegte Maschine startete am 16. Dezember 1953 zu ihrem Erstflug. Das Fahrgestell bestand aus zwei Kufen, an denen beiklappbare Räder angebracht waren, um den Hubschrauber am Boden bewegen zu können. Es wurden zunächst fünf Prototypen gefertigt.
Die Maschine zeigte sich in ihrer Gewichtsklasse als außerordentlich leistungsfähig und errang mehrere Weltrekorde, etwa den Höhenweltrekord mit 4789 Metern am 29. Dezember 1953. Es erfolgte darauf eine Vorserienfertigung von 22 Stück, die von der französischen Armee bestellt wurde. Diese bestellte später auch 100 Serienmaschinen. Auch die US-Armee interessierte sich für den Hubschrauber (Typenbezeichnung YHO-1) und erhielt drei Maschinen aus der Vorserie. Die Bundeswehr erhielt zur Erprobung sechs Einheiten.
Die US-Streitkräfte gaben ihre Maschinen 1958 wieder zurück, nachdem die Tests erfolgreich verlaufen waren.
Die Bundeswehr führte umfangreiche Vergleiche mit der Bell 47 und der Saunders-Roe Skeeter AOP 12 durch. Die SO 1221 wurde zunächst von der Heeresflieger-Lehr- und Versorgungsgruppe Niedermendig eingesetzt, bevor sie für die Einsatzerprobung nach Fritzlar an die Heeresfliegerstaffel 2 übergeben wurde. Dort kam es wiederholt zu Problemen, und zwei Maschinen stürzten ab. Auch war man mit den taktischen Eigenschaften wie Reichweite und Nutzlast nicht zufrieden, so dass man die verbliebenen vier Einheiten an den Hersteller zurückgab.
In der zivilen Verwendung wurde die SO 1221 hauptsächlich in der Landwirtschaft zum Besprühen von Feldern als sogenannter Agricopter verwendet. In dieser Rolle waren ein Sprühbalken und ein 200-Liter-Tank für die Chemikalien montiert. 1968 waren etwa 40 Maschinen in dieser Rolle im Einsatz.
Von der Sud-Ouest SO& 1221 Djinn sind insgesamt 178 Einheiten hergestellt worden, davon 150 Serienmaschinen, die bis 1961 gefertigt wurden.

## Militärische Nutzer
Frankreich
- Französische Luftstreitkräfte
- Französisches Heer

 Deutschland
- Heeresflieger: 8 zur Evaluierung

 Schweiz
- Schweizer Luftwaffe: 4 zur Evaluierung

 Vereinigte Staaten
- US Army: 3 zur Evaluierung als YHO-1

## Technische Daten
| Kenngröße             | Daten                                                    |
| --------------------- | -------------------------------------------------------- |
| Besatzung             | 1 + 1                                                    |
| Rumpflänge            | 5,30 m                                                   |
| Höhe                  | 2,60 m                                                   |
| Rotordurchmesser      | 11,0 m                                                   |
| Leermasse             | 360 kg                                                   |
| Startmasse            | 600 kg (zivil)                                           |
| Startmasse            | 800 kg (militärisch)                                     |
| Antrieb               | 1 × Gasturbine Turboméca Palouste IV mit 177 kW (240 PS) |
| Höchstgeschwindigkeit | 130 km/h                                                 |
| Reichweite            | 190 km                                                   |